# Gregg Harper

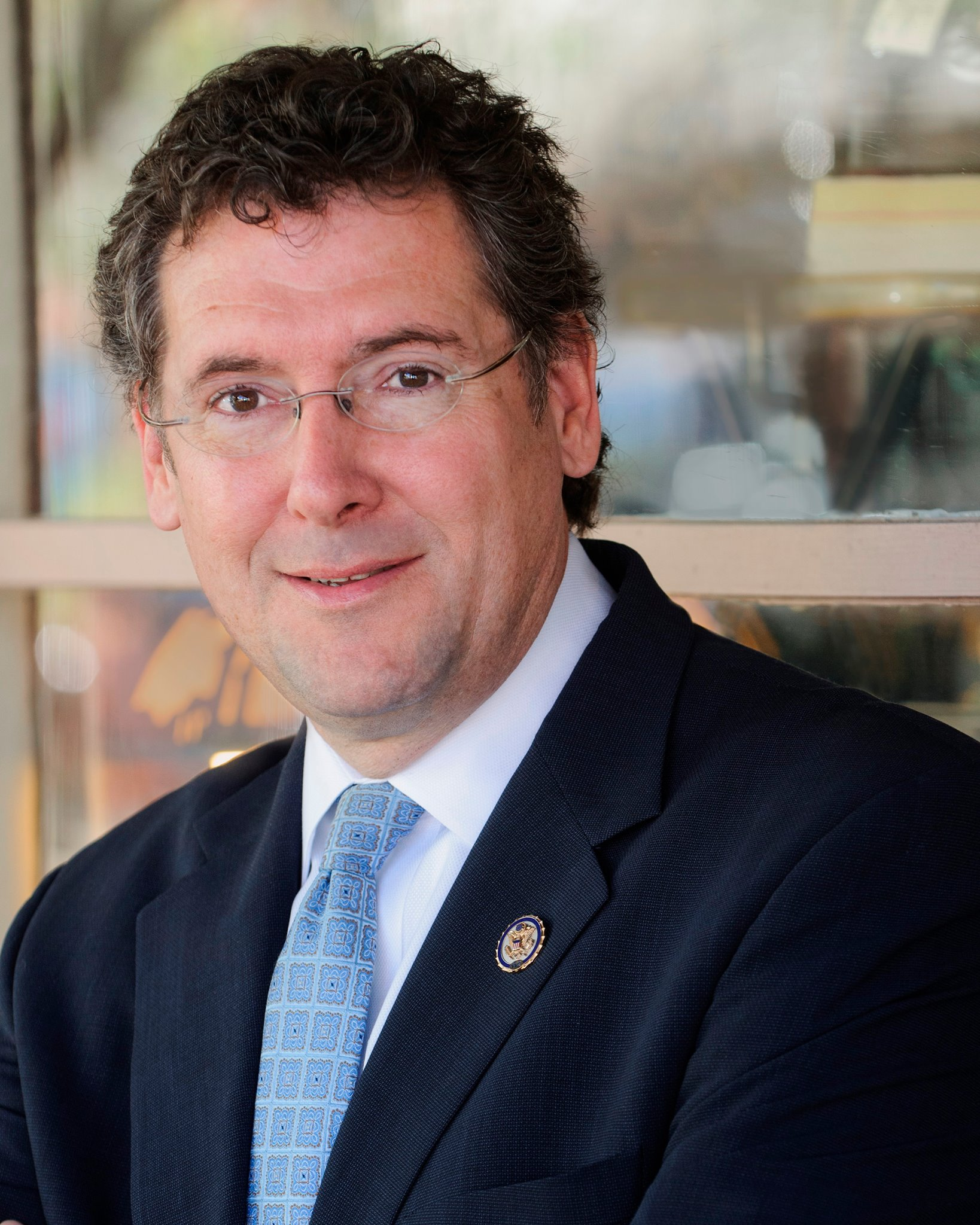
Gregg Harper (2015)

Gregg Harper (* 1. Juni 1956 in Jackson, Mississippi) ist ein US-amerikanischer Politiker (Republikanische Partei). Zwischen 2009 und 2019 vertrat er den Bundesstaat Mississippi im US-Repräsentantenhaus in Washington.

## Leben
Nach dem Ende seiner Schulausbildung in Pearl besuchte Harper zunächst das Mississippi College in Clinton, wo er 1978 seinen Abschluss in Chemie machte; 1981 folgte das juristische Examen an der Law School der University of Mississippi. In der Folge arbeitete er als selbständiger Anwalt; später wurde er dann Staatsanwalt in Brandon und Richland.
Im Jahr 2000 übernahm Harper den Vorsitz der Republikaner im Rankin County, den er bis 2008 innehatte. Er nahm im selben Jahr an der Republican National Convention teil, bei der George W. Bush als Präsidentschaftskandidat nominiert wurde. Nach der Präsidentschaftswahl wurde er als Beobachter seiner Partei zur umstrittenen Stimmennachzählung in Florida entsandt.
Am 1. April 2008 gewann Harper die Vorwahlen der Republikaner für das Kongressmandat des nicht mehr kandidierenden Chip Pickering. Bei der Wahl im November desselben Jahres setzte er sich mit 63 Prozent der Stimmen gegen den Demokraten Joel Gill durch. Ab dem 3. Januar 2009 vertrat er den 3. Kongresswahldistrikt im Repräsentantenhaus, zu dem unter anderem Teile seiner Heimatstadt Jackson sowie Natchez und Meridian gehören. Später leitete er das Joint Committee on Printing. Zuvor stand er zwischen 2013 und 2015 dem Joint Committee on the Library vor. Er war außerdem Mitglied im Ausschuss für Energie und Handel, im Ethikausschuss und im Verwaltungsausschuss des Repräsentantenhauses (Committee on House Administration).
Im Jahr 2016 wurde er erneut in seinem Amt bestätigt und gehörte auch dem am 3. Januar 2017 zusammengetretenen 115. Kongress der Vereinigten Staaten an. Bei der Kongresswahl 2018 trat er nicht wieder an und schied somit am 3. Januar 2019 aus dem Repräsentantenhaus aus.